# София Шарлота Ернестина фон Анхалт-Бернбург-Шаумбург-Хойм
София Шарлота Ернестина фон Анхалт-Бернбург-Шаумбург-Хойм (на немски: Sophie Charlotte Ernestina Prinzessin von Anhalt-Bernburg-Schaumburg-Hoym; * 3 април 1743, дворец Шаумбург, близо до Лимбург ан дер Лан; † 5 октомври 1781, дворец Бирщайн) е принцеса от Анхалт-Бернбург-Шаумбург-Хойм и чрез женитба княгиня на Изенбург-Бюдинген (1760 – 1781).

## Биография
Тя е голямата дъщеря на княз Виктор I Амадей Адолф фон Анхалт-Бернбург-Шаумбург-Хойм (1693 – 1772) и втората му съпруга (морганатичен брак) графиня Хедвиг София Хенкел, фрайин фон Донерсмарк (1717 – 1795), дъщеря на граф Венцел Лудвиг Хенкел фон Донерсмарк, фрайхер фон Донерсмарк (1680 – 1734) и графиня Хедвиг Шарлота фон Золмс-Барут (1678 – 1734).
София Шарлота Ернестина умира на 5 октомври 1781 г. на 38 години в дворец Бирщайн и е погребана в Офенбах.

## Фамилия
София Шарлота Ернестина фон Анхалт-Бернбург-Шаумбург-Хойм се омъжва на 20 септември 1760 г. в дворец Шаумбург на Лан близо до Лимбург ан дер Лан (Графство Холцапел) за княз Волфганг Ернст II фон Изенбург-Бюдинген (* 17 ноември 1735; † 3 февруари 1803), син на наследствения принц Вилхелм Емих Кристоф фон Изенбург-Бюдинген (1708 – 1741) и Амалия Белгика фон Изенбург-Бюдинген-Мариенборн (1716 – 1799). Тя е първата му съпруга. Те имат децата:
- Ернестина София Амалия (* 25 септември 1761; † 22 април 1763)
- Волфганг Ернст (* 21 септември 1762; † 5 декември 1762)
- София Фридерика Луиза Августа (* 27 януари 1765; † 26 април 1767)
- Карл I Фридрих Лудвиг Мориц (* 29 юни 1766; † 21 март 1820), княз на Изенбург и Бюдинген, от 1806 г. суверенен княз на Изенбург, женен на 16 септември 1795 г. за графиня Шарлота Августа фон Ербах-Ербах (* 5 юни 1777; † 21 май 1846)
- Виктор Вилхелм Карл Фридрих (* 11 март 1769; † 21 март 1770)
- Елеонора Фридерика (* 30 януари 1771; † 24 юни 1772)
- Волфганг Ернст (* 7 август 1774; † 7 март 1837)
- Виктор Амадей (* 10 септември 1776; † 25 септември 1840)

Волфганг Ернст II се жени втори път на 20 август 1783 г. в Грайц за Ернестина Есперанца Виктория Ройс-Грайц (1756 – 1819), дъщеря на граф Хайнрих XI Ройс-Грайц.